# Hermanas de la Caridad de Nazareth
La Congregación de Hermanas de la Caridad de Nazareth (oficialmente en latín: Congregatio Nazarena Sororum Caritatis) es un congregación religiosa católica femenina, de vida apostólica y de derecho pontificio, fundada en 1812 por los religiosos estadounidenses John Baptist Mary David y Catherine Spalding, en Bardstown. A las religiosas de este instituto se les conoce también como Hermanas de la Caridad de Bardstown y posponen a sus nombres las siglas S.C.N.

## Historia

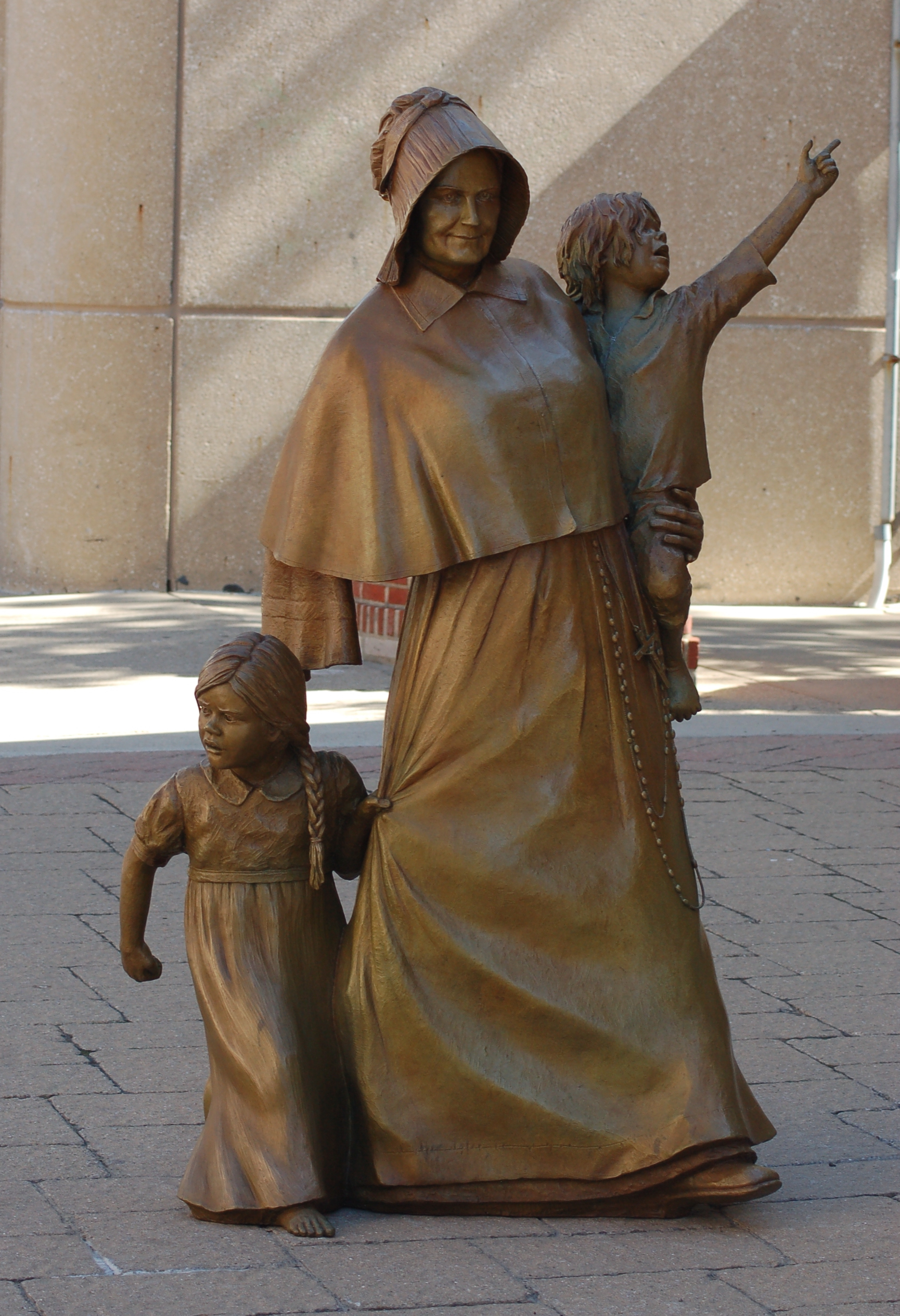
Catherine Spalding (1793-1858), fundadora del instituto, es considerada sierva de Dios en la Iglesia católica.

La congregación fue fundada en Bardstown (Kentucky-Estados Unidos), el 1 de diciembre de 1812, por el religioso supilciano estadounidense John Baptist Mary David, con la ayuda de la religiosa Catherine Spalding, con el fin de especializarse en la enseñanza. Rápidamente inició un proceso de expansión, abriendo numerosas escuelas en el estado de Kentucky.
El instituto recibió la aprobación como congregación religiosa de derecho diocesano en 1812, de parte de Benedict Joseph Flaget, obispo de Bardstown. El papa Pío X elevó el instituto a congregación religiosa de derecho pontificio, mediante decretum laudis del 5 de septiembre de 1910.
De las hermanas de la caridad de Nazareth surgió otra congregación religiosa: las Hermanas de la Caridad de Leavenworth, las cual se independizó en 1840, a partir de la casa de Nashville.
El 15 de noviembre de 2008, el instituto recibió los votos de 109 Hermanas Vicentinas de la Caridad, quienes, luego de un proceso que había comenzado en 2001, decidieron fusionarse con la congregación.

## Organización
La Congregación de Hermanas de la Caridad de Nazareth es un instituto religioso de derecho pontificio y centralizado, cuyo gobierno es ejercido por una superiora general, hace parte de la Familia vicenciana, es miembro de la Federación de Hermanas de la Caridad de la Tradición Vicentina-Setoniana y su sede central se encuentra en la localidad de Nazareth en el Condado de Nelson (Estados Unidos).
Las hermanas de la caridad viven según el modelo de vida propuesto por Vicente de Paúl y se dedican a la educación e instrucción cristiana de la juventud y a la asistencia de huérfanos, ancianos y enfermos. En 2017, el instituto contaba con 569 religiosas y 194 comunidades, presentes en Belice, Botsuana, Estados Unidos, India y Nepal.